# Storia dell'assedio di Lisbona
Storia dell'assedio di Lisbona è un romanzo storico-ucronico del 1989 del narratore, poeta e drammaturgo portoghese José Saramago.
"Che ne sarebbe di noi se non esistesse il deleatur, ha sospirato il revisore." Con questa frase si chiude, all'inizio del romanzo, il colloquio tra l'autore e il revisore durante il quale si intuisce di trovarsi di fronte a un racconto dove l'oggetto non è la storia ma il modo in cui questa viene raccontata.

## Trama
Il revisore di bozze Raimundo Silva si trova a correggere la Storia dell'assedio di Lisbona del 1147. Il libro ricostruisce il tentativo del Re Afonso Henriques di riconquistare i territori portoghesi sottratti dai mori più di trecento anni prima, per dar vita così al futuro regno di Portogallo. Durante l'assedio passano da Lisbona i Crociati, provenienti dal Nord e diretti in Terrasanta. A loro Re Afonso si rivolge chiedendo e ottenendo aiuto nella conquista della città.
Raimundo Silva, cedendo a un'improvvisa quanto inspiegabile tentazione, aggiunge un "non" al testo originale. I Crociati "non" aiuteranno i portoghesi. Cambia così la storia ufficiale e anche la sua vita. Convocato in casa editrice per le doverose spiegazioni vi trova, oltre al direttore editoriale, una nuova funzionaria mai vista prima, la dottoressa Maria Sara. Quest'ultima rimane affascinata dal gesto di Raimundo e anziché licenziarlo lo incoraggia a scrivere una sua Storia dell'assedio, quasi sfidandolo a tenere fede al "non" aggiunto con tanta audacia. Dopo un primo momento di comprensibile smarrimento il revisore accetta la sfida che lo porterà a confrontarsi con sé stesso per superare le difficoltà che l'invenzione di una storia richiede. Tra lui e Maria Sara nascerà una storia d'amore che si intreccerà con quella tra il soldato Mogueime e la bella Ouroana, immaginata sotto le mura di Lisbona durante l'assedio scritto da Raimundo.

## Edizioni italiane
- trad. di Rita Desti, Milano: Bompiani, 1990 ISBN 8845216519
- stessa trad, in tascabili, con prefazione di Luciana Stegagno Picchio, ivi, 1992 ISBN 8845219070
- stessa trad., in Romanzi e racconti, a cura di Paolo Collo, Milano: Mondadori (coll. "I Meridiani"), 1999, vol. II, pp. 337-693 ISBN 8804469390
- stessa trad., Torino: Einaudi (coll. "Einaudi tascabili" n. 768), 2000 ISBN 9788806178871